# Mouton de Panurge (locution)
 (avril 2025).
Si vous disposez d'ouvrages ou d'articles de référence ou si vous connaissez des sites web de qualité traitant du thème abordé ici, merci de compléter l'article en donnant les références utiles à sa vérifiabilité et en les liant à la section « Notes et références ».
Pour les articles homonymes, voir Mouton de Panurge, Mouton (homonymie) et Panurge (homonymie).

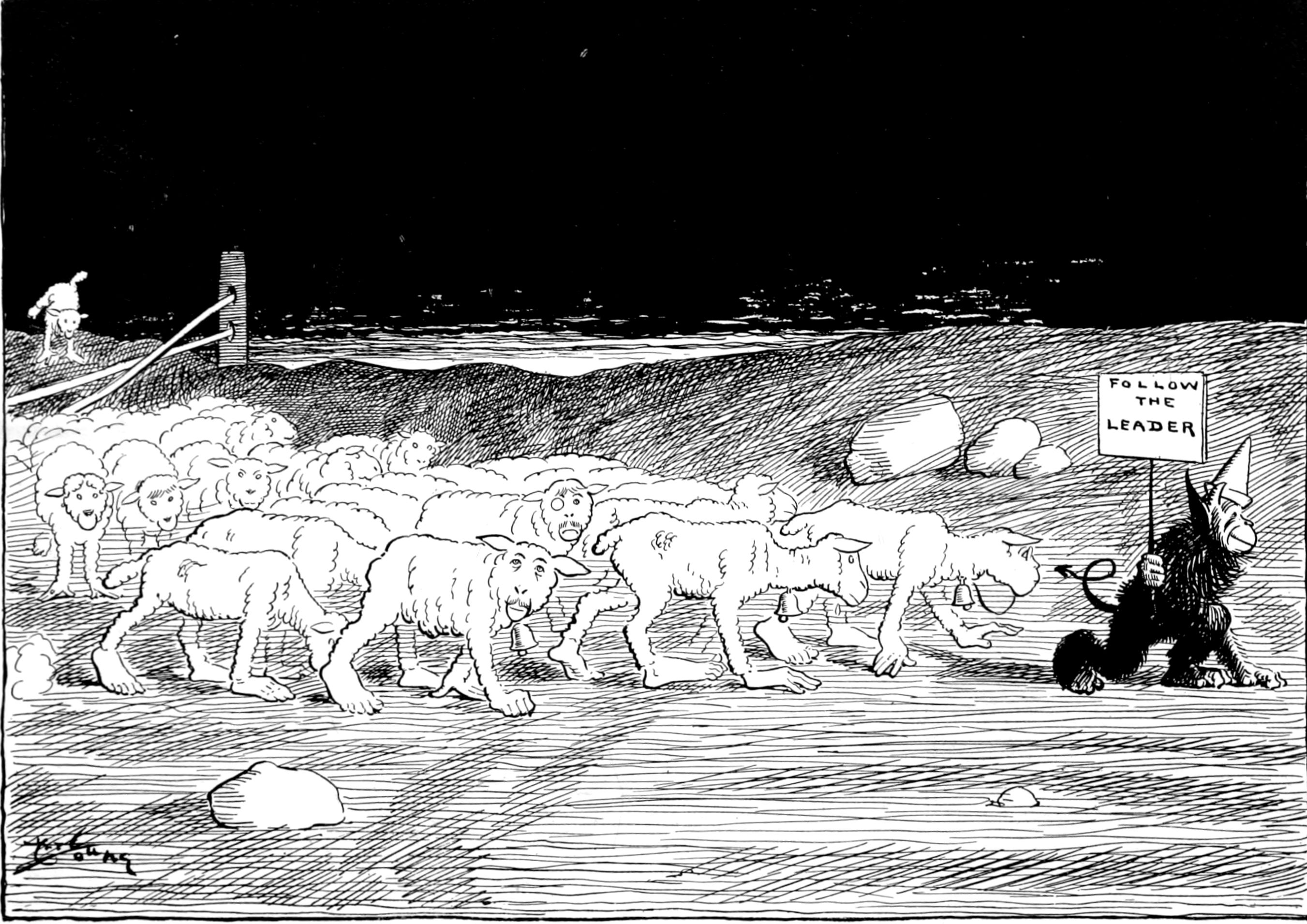
Illustration d'Art Young reprenant la même métaphore.

L'expression « mouton de Panurge » désigne un suiveur : une personne qui imite sans se poser de questions, qui suit instinctivement ce que fait le plus grand nombre et se fond dans un mouvement collectif sans exercer son esprit critique ni seulement faire preuve de l'intelligence qu'on peut espérer d'un être humain.
Les moutons de Panurge sont invoqués pour fustiger l'esprit grégaire.

## Origine
L'expression tire son origine d'un épisode du Quart Livre de François Rabelais, sans s'y trouver exactement en ces termes (entre les chapitres V et VIII).
Alors que Pantagruel et ses compagnons, dont Panurge, parcourent la mer afin de consulter l'oracle de la Dive Bouteille, ils abordent un navire de commerce et font connaissance avec les passagers. Une altercation éclate entre le marchand Dindenault et Panurge, le premier s'étant moqué de l'accoutrement ridicule du second. Après le retour au calme, Panurge décide de lui acheter un mouton. La transaction s'éternise car le troupeau appartient à la race de Chrysomallos, le bélier à la toison d'or, ce qui explique leur coût élevé. Panurge, après avoir en vain essayé d'abréger les boniments à propos des propriétés merveilleuses de ces bêtes, en acquiert finalement un et le jette à l'eau. Le reste du troupeau va rejoindre son congénère, emportant Dindenault et les autres bergers qui tentent de les retenir en s'accrochant à eux.

« Panurge sans aultre chose dire jette en pleine mer son mouton criant et bellant. Tous les aultres moutons crians et bellant en pareille intonation commencerent soy jecter et saulter en mer aprés à la file. La foulle estoit à qui premier y saulteroit aprés leur compaignon. »

— Extrait du Quart Livre, chapitre VIII
Pour cet épisode, Rabelais s'inspire des Macaronées de Folengo, où Cingar, afin de venger Balde et son escorte d'un différend avec des paysans, pratique le même stratagème.

## Autres utilisations
- Le Mouton de Panurge est le titre d'une chanson de Georges Brassens.